# Землетрус в Егейському морі (2017)
Землетрус в Егейському морі магнітудою 6,6, який відбувся 21 липня 2017 року, приблизно за 10 км на південь-південний схід від Бодрума (Туреччина) на глибині 7 км. Дві людини загинули і понад 120 отримали поранення на грецькому острові Кос, ще як мінімум 360 травмованих були зареєстровані в Туреччині.

## Землетрус
Епіцентр землетрусу знаходився на південь від невеликого острова Кара Ада на північному боці затоки Гекова. Затока є наслідком тектоніки розтягування, пов'язаної з постійною субдукцією Африканської плити під плиту Егейського моря, і на поточний час розширюється в напрямку північ-південь на множині західно-східних трендів нормальних скидів. Поточна швидкість розширення становить не менше 1,1 мм на рік.
Землетрус був оцінений магнітудою 6,6. Максимальна інтенсивність землетрусу за шкалою Меркаллі оцінена як VII (Дуже сильна). Фокальний механізм вогнища землетрусу вказує на те, що він стався в результаті руху на захід-схід нормального скиду, хоча напрямок його падіння залишається невизначеним.

### Цунамі
Наслідком землетрусу стало невелике цунамі з максимальною висотою 0,7 м, яке викликало локальні повені та пошкодження вздовж узбережжя острова Кос і півострова Бодрум.

## Збитки та наслідки

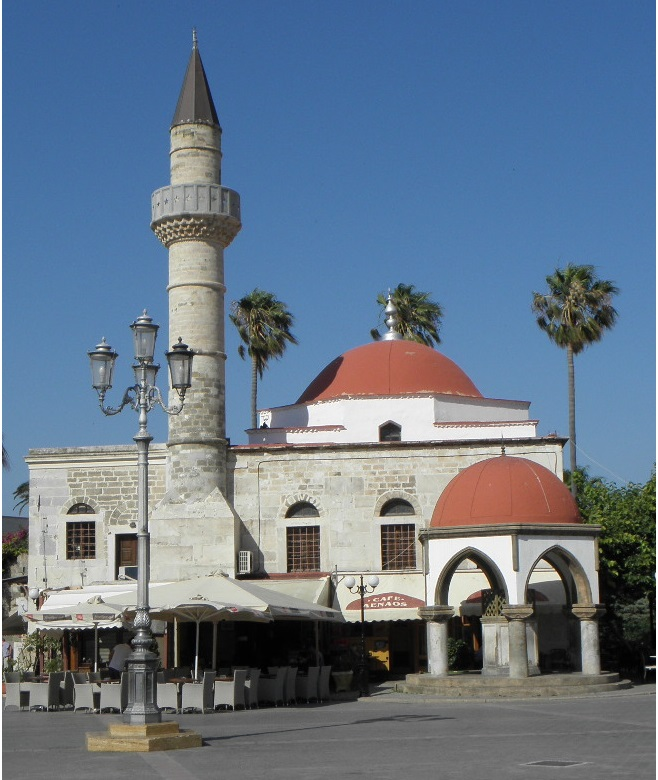
Мечеть Дефтердар на Косі (світлина 2011 року) втратила вищий зі своїх мінаретів, а також фонтан-вуду, що стояв поруч з ним.

Значний збиток мав місце на острові Кос і, меншою мірою, в районі Бодрума. 
На Косі найбільше постраждало Старе місто разом з собором, мечеттю Дефтердар XVIII століття та замком XIV століття, які дуже пошкоджені. Головна гавань дала тріщини в підлозі в результаті землетрусу і згодом була оголошена державними посадовими особами небезпечною для використання. Всі пороми були перенаправлені до меншого порту містечка Кефалос на заході острова.
На острові Кос зареєстровані два смертельних випадки та більш ніж 120 травмованих. Загиблими виявилися турецький і шведський громадяни, які отримали смертельні пошкодження при обвалі на них верхнього фасаду бара. Сім осіб, які отримали тяжкі поранення на Косі були доставлені до лікарень Афін і Іракліону, в тому числі двоє постраждалих в критичному стані зі Швеції та Норвегії.
Близько 360 людей постраждали в Бодрумі. Багато з них отримали травми, коли намагалися рятуватися, вистрибуючи в паніці з вікон. Але жодне з цих ушкоджень не було розцінене як серйозне.